# Friona rufescens
Friona rufescens är en stekelart som beskrevs av Morley 1914. Friona rufescens ingår i släktet Friona och familjen brokparasitsteklar. Inga underarter finns listade i Catalogue of Life.